# Благодійний бал (фільм)
«Благодійний бал» (рос. «Благотворительный бал») — російський художній фільм 1993 року режисерів Юхима Севели за власною повістю «Загадкова російська душа».

## Сюжет
Російський режисер Віктор Бершадський колись емігрував до Америки. Доля за кордоном у нього не склалося, як не склалася б вона і на батьківщині. Незважаючи на колишню популярність, він десять років просидів в очікуванні роботи і, швидше за все, так і не отримає замовлення на постановку. Однак доля подарувала йому чарівну ніч в готелі «Хілтон». І тепер він зірка благодійного вечора, влаштованого нью-йоркськими меценатами в честь емігрантів з Росії, і у нього відкритий рахунок в готелі до ранку. Але вранці він зобов'язаний буде повернути смокінг і покинути шикарні апартаменти.

## У ролях
- Леонід Філатов
- Христина Орбакайте
- Олег Шкловський
- Юхим Севела
- Галина Петрова
- Надія Бутирцева
- Ігор Циферов
- Борис Репетур
- В'ячеслав Гришечкін
- В'ячеслав Войнаровський
- Боб Цимба
- Леонід Тимцуник

## Творча група
- Сценарій: Юхим Севела
- Режисер: Юхим Севела
- Оператор: Тимур Зельма
- Композитор: